# Вепревые
Вепревые, или рыбы-кабаны (лат. Pentacerotidae), — семейство морских лучепёрых рыб из отряда окунеобразных. Встречаются в Тихом, Индийском океанах и в юго-западной части Атлантического океана. Некоторые виды семейства имеют промысловое значение.

## Описание
Тело сжато с боков, очень высокое (например, у Pentaceros) или умеренно высокое (например, у Pentaceropsis), покрыто ктеноидной чешуёй. Голова покрыта панцирем из грубых бороздчатых костей. Зубы на челюстях расположены полосками, отсутствуют на нёбе, на сошнике есть или отсутствуют. Боковая линия выгибается вверх в средней части тела. В высоком спинном плавнике 4—15 сильных колючих и 8—29 мягких лучей. В анальном плавнике 2—5 сильных колючих и 6—17 мягких лучей. В большом брюшном плавнике одна колючка и 5 мягких лучей. Грудные плавники длинные с более длинными верхними лучами. Хвостовой плавник с небольшой выемкой. Позвонков 24—27. Длина тела у большинства видов не превышает 50 см, а у самого крупного в семействе Paristiopterus gallipavo достигает 100 см.

## Классификация
В составе семейства выделяют два подсемейства с 7 родами и 13 видами:
Подсемейство Histiopterinae
- Род Evistias Jordan, 1907 — Парусные рыбы-кабаны
  - Evistias acutirostris (Temminck & Schlegel, 1844) — Парусная рыба-кабан, или острорылая рыба-кабан, или желтополосая рыба-кабан
- Род Histiopterus Temminck & Schlegel, 1844 — Свинорылы
  - Histiopterus typus (Temminck & Schlegel, 1844) — Обыкновенный свинорыл
- Род Parazanclistius Hardy, 1983
  - Parazanclistius hutchinsi Hardy, 1983
- Род Paristiopterus Bleeker, 1876 — Крапчатые рыбы-кабаны
  - Paristiopterus gallipavo Whitley, 1944 — Крапчатая рыба-кабан
  - Paristiopterus labiosus (Günther, 1872) — Бурая рыба-кабан
- Род Pentaceropsis  Steindachner, 1883 — Длиннорылые рыбы-кабаны
  -  Pentaceropsis recurvirostris (Richardson, 1845) — Длиннорылая рыба-кабан, или трёхполосая рыба-кабан
- Род Zanclistius Jordan, 1907 — Полосатые рыбы-кабаны
  - Zanclistius elevatus (Ramsay & Ogilby, 1888) — Полосатая рыба-кабан, или однопятнистая рыба-кабан

Подсемейство Pentacerotinae
- Род Pentaceros Cuvier, 1829 — Рыбы-кабаны, или шилопёры
  - Pentaceros capensis Cuvier, 1829 — Капская рыба-кабан, или южноафриканская рыба-кабан
  - Pentaceros decacanthus Günther, 1859 — Южная рыба-кабан, или южный шилопёр
  - Pentaceros japonicus Steindachner, 1883 — Японская рыба-кабан, или японский шилопёр
  - Pentaceros quinquespinis Parin & Kotlyar, 1988
  - Pentaceros richardsoni Smith, 1844 — Рыба-кабан, или рыба-кабан Ричардсона
  - Pentaceros wheeleri (Hardy, 1983) — Рыба-кабан Вилера